# Grenze zwischen Benin und Togo

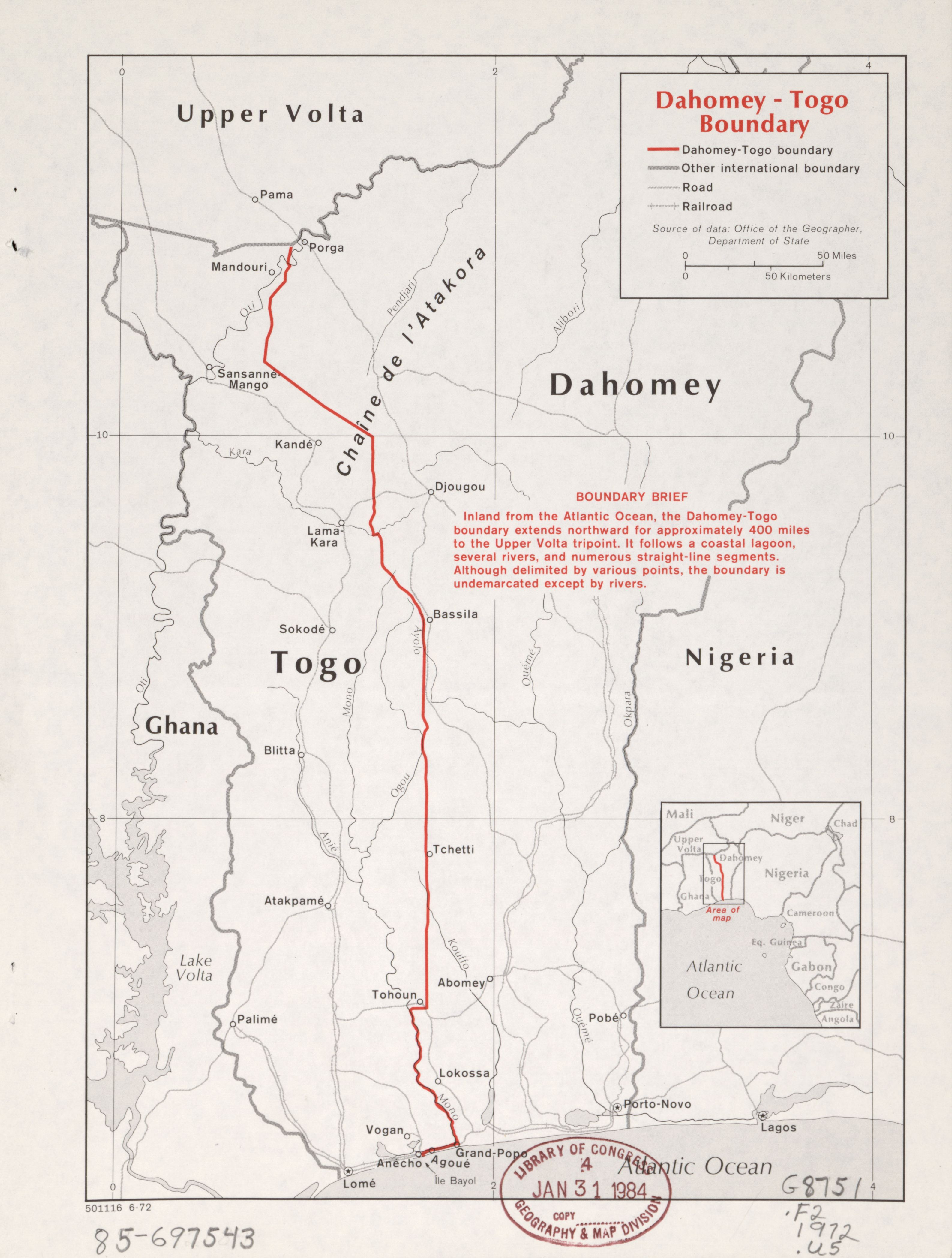
Karte des Grenzverlaufs (Benin noch als Dahomey, Burkina Faso noch als Upper Volta)

Die Grenze zwischen Benin und Togo trennt als internationale Land- und Seegrenze diese beiden Staaten. Die Länge der Landgrenze wird überwiegend mit 651 km angegeben (nach der CIA-Karte „approximately 400 miles“). Sie verläuft vom Dreiländereck mit Burkina Faso zum Atlantischen Ozean (Golf von Guinea).

## Geschichte
Die Grenzziehung geht auf den Wettlauf um Afrika in den 1880er Jahren zurück. Auf der Berliner Kongokonferenz im Jahr 1884 bestimmten die europäischen Mächte ihre Ansprüche in Afrika.
Frankreich schloss 1851 einen Freundschaftsvertrag mit dem afrikanischen Königreich Dahomey; 1863 schuf es das Protektorat von Porto-Novo. Am 10. September 1885 schloss Portugal im Hinterland von São João Baptista d’Ajudá einen Vertrag mit dem Königreich Dahomey, durch den es Anfang 1886 das Protektorat über die gesamte Küste von Dahomey übernahm. 1892 fiel Dahomey jedoch an Frankreich. Französische Truppen, größtenteils afrikanischen Ursprungs, eroberten Dahomey zwischen 1892 und 1894 endgültig und das Land wurde zur Kolonie Dahomey, die 1899 Teil von Französisch-Westafrika (AOF) wurde. Die portugiesische Herrschaft über das kleine (4,5 ha) Gebiet von São João Baptista d’Ajudá (heute Teil der Stadt Ouidah) dauerte bis zur gewaltsamen Besetzung im Jahr 1961 (ein Jahr nach der Unabhängigkeit Dahomeys), die 1975 von Portugal anerkannt wurde.
In Togo schloss das Deutsche Reich ab Juli 1884 Schutzverträge mit Herrschern an der Küste ab. Die deutsche Herrschaft dehnte sich schrittweise in das Hinterland aus. Frankreich und das Deutsche Reich schlossen am 23. Juli 1897 eine Grenzvereinbarung, die am 28. September 1912 präzisiert wurde. Im Ersten Weltkrieg wurde Togo von britischen und französischen Truppen besetzt und im Versailler Vertrag abgetreten. Anschließend wurde es aufgeteilt und unter französische (Ostteil) und britische (Westteil) Treuhandverwaltung des Völkerbunds gestellt. Die Trennlinie wurde am 10. Juli 1919 festgelegt. Der Westteil wurde nach einer Volksabstimmung 1956 an die britische Kolonie Goldküste (heute Ghana) angegliedert. Aus dem Ostteil wurde 1960 die Republik Togo. Dahomey wurde im August 1960 unabhängig; es benannte sich 1975 in Volksrepublik Benin und 1990 in Republik Benin um.

## Grenzverlauf

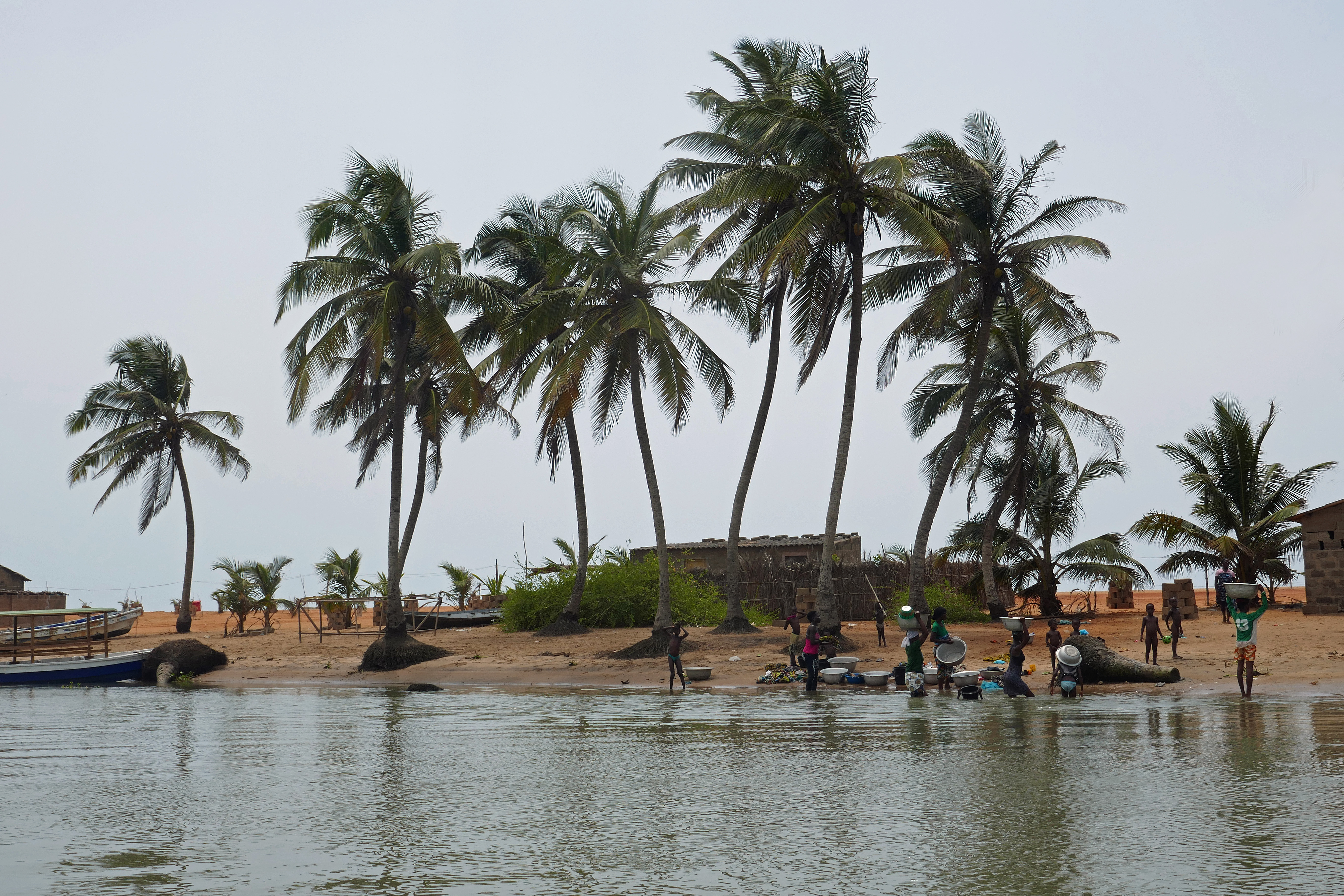
Beninisches Ufer des Mono

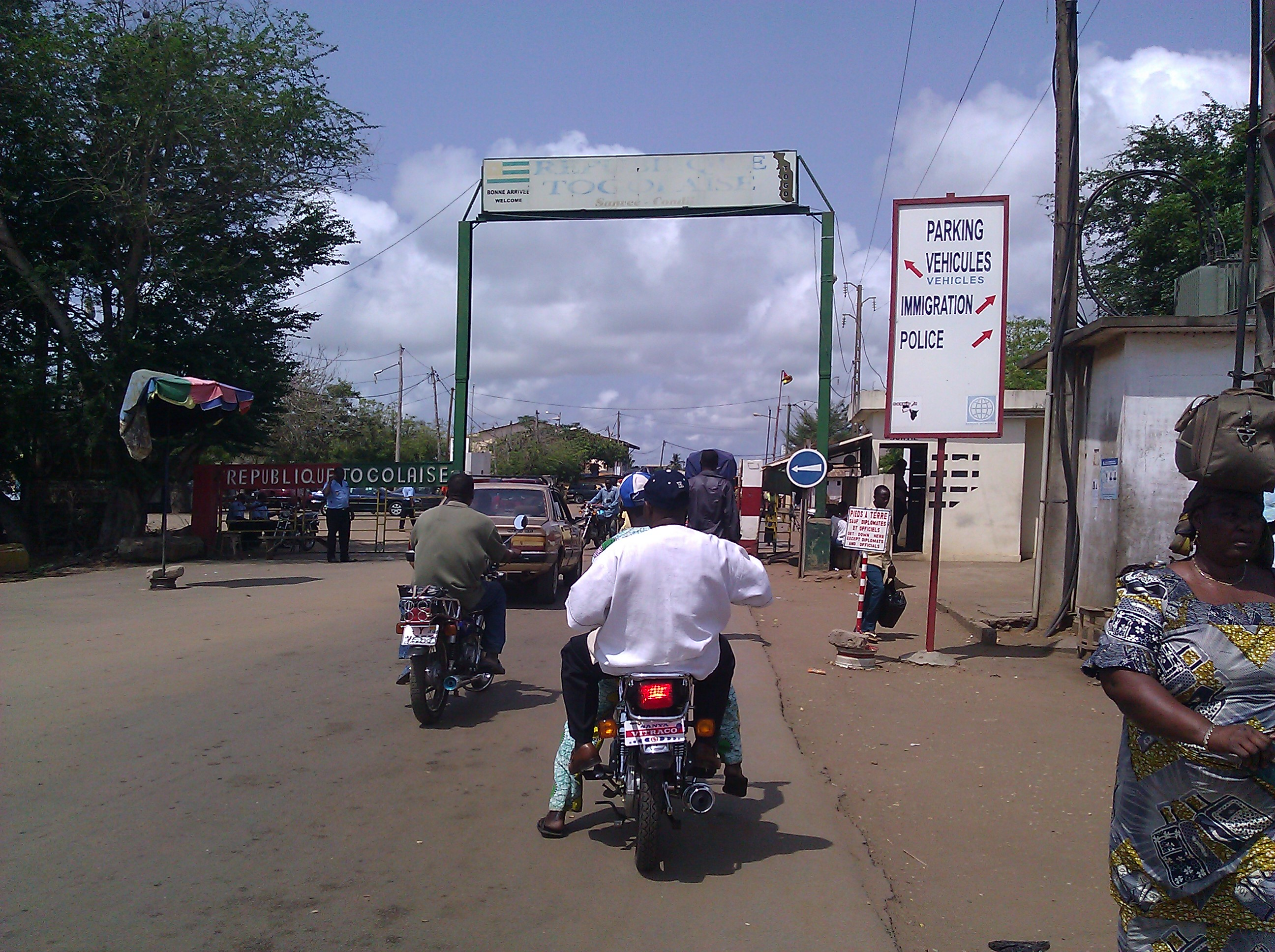
Grenzübergang von Togo nach Benin (2011)

Vom Dreiländereck mit Burkina Faso (11°0'0"N, 0°54'36"E) am Fluss Pendjari führt die Grenze in zunächst südwestlicher, dann weitgehend geradlinig südöstlicher Richtung durch die Mittelgebirgslandschaft des Togo-Atakora-Gebirges bis zum 10. nördlichen Breitengrad, an dem sie nach Süden abbiegt und weitgehend geradlinig bis zum Fluss Kara führt. Diesem folgt sie ein kurzes Stück flussaufwärts nach Osten, nimmt dann eine irreguläre südöstlich Richtung, führt westlich am beninischen Bassila vorbei, führt von da an nahezu geradlinig nach Süden und berührt dabei den Fluss Ogou in Togo. Sie führt westlich am beninischen Savalou vorbei, erreicht beim togolesischen Tohoun den Mono-Fluss und folgt diesem in Richtung zur Küste, wo der Fluss nach Osten abknickt und eine Lagune bildet. Die Grenze verlässt hier den Fluss, lässt Grand-Popo bei Benin, das mit seinem schmalen Zipfel dem togolesischen Staatsgebiet vorgelagert ist. Die Grenze endet im Golf von Guinea (Bucht von Benin) (6° 14′ 8.41″ N, 1° 37′ 50.64″ E).

## Orte in Grenznähe

### Benin
- Séméhoun-Nanbouli
- Kountouri
- Boukonmbé-Zongo
- Kossokouangou
- Tchoumi-Tchoumi
- Boukombe
- Kounadougou
- Dompago
- Ouaké
- Doumé
- Séméré
- Aledjo-Koura
- Penelan
- Bassila
- Tchetti
- Aplahoué
- Athiémé
- Adjaha
- Agbanaken
- Agoué
- Grand-Popo
- Hilakondji

### Togo
- Mandouri
- Grando Namoni
- Gando
- Sola
- Pagouda
- Kpékplémé
- Kétao
- Balanka
- Koussountou